# George Lorenzo Zundel
George (Lorenzo Ingram) Zundel né le 23 décembre 1885 à Brigham City (Utah, USA) et mort le 10 mars 1950 à Logan dans le même État, est un phytopathologiste et mycologue américain. Il est connu pour ses travaux sur les Ustilaginales, des champignons phytoparasites provoquant les maladies fongiques du charbon.

## Biographie
George Lorenzo Zundel est le fils aîné d'une fratrie de 9 enfants. Son père se nomme Abraham Zundel, et sa mère Mary Ellenor Ingram. La famille vit à Brigham City dans l'État de l'Utah aux États-Unis. Il étudie à l'université Brigham Young en 1909, puis à l'université d'État de l'Utah, où il obtient son diplôme en 1911. Après deux années comme professeur de botanique, d'horticulture et d'agriculture dans les écoles de sa ville natale, il entre à l'université Cornell en 1913. C'est là qu'il se spécialise en phytopathologie, obtenant sa maîtrise en 1915. Dès 1916, il étudie la relation le charbon de la pomme de terre, en tant qu'assistant scientifique.
La Première Guerre mondiale le pousse à participer au programme de production alimentaire d'urgence, où il est affecté à la lutte contre les charbons et principalement contre ceux des céréales, ce qui maintient  son intérêt pour la taxonomie de ces champignons.
Cet intérêt le conduit finalement à entrer à l'université Yale en 1926, où il soutient une thèse de doctorat, consacrée aux Ustilaginomycetes du monde. En tant qu'assistant de G. P. Clinton (en), il participe de façon conséquente aux prémices de Flora of North America au niveau des Ustilaginales. À la suite de cette expérience, il devient professeur de phytopathologie à l'Université de Pennsylvanie, poste qu'il conservera de 1928 à 1946. Une maladie persistante le pousse à prendre sa retraite en 1949. Il meurt dans sa région natale en 1950.
George Lorenzo Zundel publie de nombreux articles sur la taxonomie des Ustilaginales, décrivant de nouveaux taxons originaires de Pennsylvanie, d'Amérique du Nord et du Sud, d'Afrique du Sud et d'Inde. Son œuvre majeure, The Ustilaginales of the world, objet de sa thèse, est restée sous forme manuscrite à sa mort. Elle est publiée à titre posthume en 1953,.  
Son vaste herbier, dont les types de ses nouvelles espèces et de nombreuses spécimens essentiels et rares provenant du monde entier, est aujourd'hui entreposé  au sein des U.S. National Fungus Collections de Beltsville (Maryland, USA),.
Ses travaux à propos des Ustilaginales seront des références durant la deuxième moitié du XXe siècle et ne seront supplantés par ceux de Kálmán Vánky qu'au début des années 2000.

## Hommages taxonomiques
En hommage à son œuvre, quelques taxons valides portent son nom :
- Tilletia zundelii Hirschh., 1943
- Zundelula Thirum. & Naras., 1952
- Zundeliomyces Vánky, 1987
- Sporisorium zundelianum Vánky, 1995

## Publication majeure
- (en) Zundel, George Lorenzo - The Ustilaginales of the world, School of Agriculture, State College, Pennsylvanie (USA), 1953, 410 pages.